# Fərid Abbasov
Fərid Abbasov (ur. 31 stycznia 1979 w Baku) – azerski szachista, arcymistrz od 2007 roku.

## Kariera szachowa
W latach 1993–1998 kilkukrotnie reprezentował Azerbejdżan na mistrzostwach świata i Europy juniorów w różnych kategoriach wiekowych, największy sukces odnosząc w 1997 r. w Tallinnie, gdzie zdobył tytuł wicemistrza Europy do 18 lat. W 2001 r. zdobył w Baku złoty medal indywidualnych mistrzostw kraju, zajął również II m. (za Orestem Hrycakiem) w Ustrzykach Dolnych oraz III m. (za Rəşadem Babayevem i Azərem Mirzəyevem) w kolowym turnieju w Baku. W 2004 r. podzielił I m. (wspólnie z Rəşadem Babayevem i Moussą Talebem) w Ałuszcie, wypełniając pierwszą normę na tytuł arcymistrza. W 2006 r. zwyciężył (wspólnie z Rəşadem Babayevem) w Kiriejewsku, natomiast w 2007 r. podzielił I m. w Çanakkale (wspólnie z Mertem Erdoğdu) oraz w Sautron (wspólnie z Władimirem Potkinem, Witalijem Koziakiem i Davidem Pruessem), a w Tuli (dz. II m. za Fərhadem Tahirovem, wspólnie z Rəşadem Babayevem) wypełnił drugą arcymistrzowską normę. W 2008 r. podzielił II m. (za Jewgienijem Najerem, wspólnie z m.in. Qədirem Hüseynovem, Nigelem Shortem, Aleksiejem Aleksandrowem, Wadimem Miłowem i Baadurem Dżobawą) w turnieju President's Cup w Baku oraz podzielił I m. w Nîmes (wspólnie z Michaiłem Iwanowem) i w La Fère (wspólnie z Andriejem Sumiecem). W 2009 r. odniósł kolejny sukces, zdobywając w Baku tytuł wicemistrza Azerbejdżanu. W 2010 r. podzielił II m. (za Andriejem Sokołowem, wspólnie z Sébastienem Fellerem) w Metz.
Najwyższy ranking w dotychczasowej karierze osiągnął 1 października 2008 r., z wynikiem 2578 punktów zajmował wówczas 7. miejsce wśród azerskich szachistów.